# Tubulipora flabellaris
Tubulipora flabellaris är en mossdjursart som först beskrevs av O. Fabricius 1780. Tubulipora flabellaris ingår i släktet Tubulipora, och familjen Tubuliporidae. Arten är reproducerande i Sverige. Inga underarter finns listade i Catalogue of Life.